# Lecidea enclitica
Lecidea enclitica är en lavart som beskrevs av William Nylander. 
Lecidea enclitica ingår i släktet Lecidea och familjen Lecideaceae. Enligt den finländska rödlistan är arten nationellt utdöd i Finland. Arten är reproducerande i Sverige. Artens livsmiljö är skogar.